# Dauphinatet Auvergne

Blason fr Dauphiné Auvergne

Dauphinatet Auvergne var en vasallstat inom kungariket Frankrike i nuvarande regionen Auvergne mellan 1155 och 1527. Dess feodalhärskare bar titeln dauphin. Det ska inte förväxlas med Grevskapet Auvergne (758–1610) eller Hertigdömet Auvergne (1360–1589). 

## Historik
Dauphinatet Auvergne skapades ur en splittring av grevskapet Auvergne. År 1155 erövrade Vilhelm VIII av Auvergne nästan hela Grevskapet Auvergne från sin brorson Vilhelm VII. Uppdelningen av länet Auvergne blev permanent, och den mindre del av Auvergne där Vilhelm VII lyckades behålla kontrollen, blev därefter känt som Dauphinatet Auvergne. 
Ursprungligen kallades Dauphinatet Auvergne för Grevskapet Auvergne precis som det större Auvergne. Anledningen var att härskarna av lilla Auvergne ansåg sig vara legitima härskare av hela Auvergne och fortsatte kalla sig grevar av Auvergne. Detta gjorde att de två staterna och numreringen och namnen för dess härskare har 
förväxlats. Anledningarna till att härskarna över det mindre Auvergne tog titeln Dauphin var att detta ursprungligen var ett mellannamn till Vilhelm VII:s son Robert I av Auvergne. Namnet dauphin kom att infogas i det nya länets vapen och valspråk för att särskilja det från det större Auvergne, och antogs gradvis som titel av dess härskare för att skilja dem från härskarna över det större Grevskapet Auvergne. 
Dauphinatet Auvergne ärvdes 1501 av Charles III, hertig av Bourbon, indrogs till franska kronan 1527 och titeln användes därefter ibland av medlemmar av franska kungahuset. 